# 第一批古代名碑名刻文物名錄
《第一批古代名碑名刻文物名錄》是中華人民共和國國家文物局2023年1月3日印发通知、2023年7月14日对外公布的碑刻、摩崖石刻名錄。包含1658通（方）重要文物，刻成年代從戰國至清，文字種類包含漢文、藏文、蒙文、滿文、維吾爾文等20種，全國31個省、自治區、直轄市均有分布，保管、收藏在323處文物保護單位和221家文物收藏單位。

## 外部連結
- 第一批古代名碑名刻文物名录 （页面存档备份，存于）